# 龐馬 (伊利諾伊州)
龐馬（英語：Ponemah）是位於美國伊利諾伊州沃倫縣的一個非建制地區。該地的面積和人口皆未知。

## 地理
龐馬的座標為40°49′14″N 90°42′20″W / 40.82056°N 90.70556°W，而該地的平均海拔高度為220米（即722英尺）。